# Bondgården (TV-serie)
Bondgården (engelska: Back at the Barnyard) är en amerikansk TV-serie från Nickelodeon vilken följer filmen Bondgården från 2006.